# Gunnar Steinn Jónsson
För andra betydelser, se Gunnar Jonsson.
Gunnar Steinn Jónsson, född 4 maj 1987 i Akureyri, är en isländsk handbollsspelare. Han är högerhänt och spelar i anfall som mittnia.
Gunnar Steinn Jónsson spelade tre säsonger för och gjorde succé i HK Drott, 2009–2012. 2012 valde han proffsspel i franska HBC Nantes där han stannade två säsonger. Efter dessa två blev det två säsonger i VfL Gummersbach i tyska Bundesliga. En av säsongerna var präglad av skador och med lite speltid. IFK Kristianstad ville värva honom redan 2014 men då gick det inte men två år senare blev han klar för Kristianstadklubben.
I Islands landslag har han gjort 42 landskamper och 36 mål.

## Klubbar
- Fjölnir
- HK Kópavogs (–2009)
- HK Drott (2009–2012)[3]
- HBC Nantes (2012–2014)[4]
- VfL Gummersbach (2014–2016)
- IFK Kristianstad (2016–2018)[5][6]
- Ribe-Esbjerg HH (2018–2021)
- Frisch Auf Göppingen (2021)
- Stjarnan (2021–)